# Александър Кожухарски
Александър Г. Кожухарски или Кожухаров е български лекар, военен и революционер, деец на Вътрешната македоно-одринска революционна организация.

## Биография
Александър Кожухарски е роден в 1867 година в Крива паланка, тогава в Османската империя. В 1886 година завършва с първия випуск Солунската българска мъжка гимназия. След това завършва медицина в Киевския университет в 1894 година. Кожухарски е деец на Тайния македонски революционен комитет „Труд“ в Кюстендил. Служи като изпълняващ длъжността главен лекар в 13-и пехотен рилски полк.